# 圭室文雄
圭室 文雄（たまむろ ふみお、1935年 - ）は、日本の歴史学者、明治大学名誉教授。専門は近世宗教史。神奈川県地方史も手がける。
神奈川県生まれ。父は歴史学者で僧侶の圭室諦成。1959年、國學院大學文学部史学科卒業。1965年明治大学大学院文学研究科博士後期課程日本史学専攻単位取得退学。明治大学商学部助手、専任講師、助教授、教授、2006年定年、名誉教授。学校法人大乗淑徳学園理事。2012年淑徳大学国際コミュニケーション歴史文化コース客員教授。2014年人文学部歴史学科客員教授。

## 著書
- 『江戸幕府の宗教統制』 評論社〈日本人の行動と思想〉 1971
- 『神仏分離』 教育社歴史新書 1977.10
- 『日本仏教史 近世』 吉川弘文館 1987.1 ISBN　9784642067539
- 『葬式と檀家』 吉川弘文館〈歴史文化ライブラリー〉 1999.7 ISBN　9784642054706
- 『總持寺祖院古文書を読み解く 近世曹洞宗教団の展開』 曹洞宗宗務庁 2008.10
- 『江戸時代の遊行聖』吉川弘文館〈歴史文化ライブラリー〉2012.1　ISBN　9784642057387、オンデマンド版2021.11 ISBN　9784642757386

## 共編著
- 『ふじさわ 歴史と文学』 宮川康共編 有隣堂 1974
- 『近世の地下信仰 かくれキリシタン・かくれ題目・かくれ念仏』 片岡弥吉,小栗純子共著 評論社〈日本人の行動と思想〉 1974
- 『遊行日鑑』 第1-3巻 角川書店 1977-79
- 『庶民信仰の幻想』 宮田登共著 毎日新聞社〈江戸シリーズ〉 1977.4
- 『近世仏教の諸問題』 大桑斉共編 雄山閣出版 1979.12
- 『全国時宗史料所在目録』 大学教育社 1982.2
- 『庶民信仰の源流 時宗と遊行聖』 橘俊道共編 名著出版 1982.6
- 『日本の精神 そのプロブレマティークな系譜』 下出積与共編 世界書院 1989.12
- 『講座神道』 第1-2巻 下出積与共編 桜楓社 1991
- 『大山信仰』 雄山閣出版〈民衆宗教史叢書〉 1992.8
- 『日本名刹大事典』 雄山閣出版 1992.8
- 『民衆宗教の構造と系譜』 雄山閣出版 1995.4
- 『図説日本仏教の歴史 江戸時代』 佼成出版社 1996.11
- 『日本仏教史年表』 平岡定海,池田英俊共編 雄山閣出版 1999.12
- 『天海・崇伝 政界の導者』 吉川弘文館〈日本の名僧〉 2004.7　ISBN　9784642078597
- 『日本人の宗教と庶民信仰』吉川弘文館　2006.4　ISBN　9784642013673

## 記念論集
- 『日本人の宗教と庶民信仰』 吉川弘文館 2006.4